# Paduli
Paduli est une commune italienne d'environ 3 800 habitants située dans la province de Bénévent, dans la région Campanie, dans le Sud de l'Italie.

## Administration
| Période                                  | Période | Identité | Étiquette | Qualité |
| ---------------------------------------- | ------- | -------- | --------- | ------- |
|                                          |         |          |           |         |
| Les données manquantes sont à compléter. |         |          |           |         |

### Communes limitrophes
Apice, Bénévent, Buonalbergo, Pago Veiano, Pietrelcina, San Giorgio del Sannio, San Giorgio La Molara, San Nicola Manfredi, Sant'Arcangelo Trimonte